# 塔佩雅拉 (巴拉那州)
塔佩雅拉是巴西巴拉那州的一个市镇。总面积591.4平方公里，总人口17889人，人口密度30.2人/平方公里。